# Île d'Al-Warraq
 (octobre 2015).
Si vous disposez d'ouvrages ou d'articles de référence ou si vous connaissez des sites web de qualité traitant du thème abordé ici, merci de compléter l'article en donnant les références utiles à sa vérifiabilité et en les liant à la section « Notes et références ».
L'île d'Al-Warraq (arabe : جزيرة الوراق, romanisation : Al-Warraq) est la plus grande île du Nil en Égypte ; occupée par environ 100 000 habitants, elle est située légèrement au Nord-Ouest du Caire. Terre agricole d’environ 420 hectares, on y cultive essentiellement la banane, le maïs et la pomme de terre. De la luzerne est également produite comme nourriture animale. L'élevage de vaches, buffles et dromadaires occupe aussi une grande part des activités de l'île.